# 萨利纳斯德尔曼萨诺
萨利纳斯德尔曼萨诺，是西班牙卡斯蒂利亚-拉曼恰昆卡省的一个市镇。总面积34平方公里，总人口109人（2001年），人口密度3人/平方公里。